# Luma
Aplicat als senyals de vídeo, la luma representa la luminància en una imatge. La luma acostuma a anar relacionada amb la croma en els senyals de vídeo. La luma és la component acromàtica de la imatge, sense cap color, mentre que la croma porta la informació de color. Convertir les components RGB (amb correcció gamma) en la luma i la croma permet fer el submostratge de la croma, que alhora permet ajustar el senyal de vídeo en funció del SVH (Sistema Visual Humà). El SVH és més sensible a la luminància (blanc i negre) que a la croma, per tant els sistemes de vídeo poden optimitzar l'amplada de banda a favor de luminància vers la crominància.

## Luma i luminància
La luma és la suma ponderada dels components R’G’B’ (amb correcció gamma). Aquesta paraula no s'ha de confondre amb luminància, que és la suma ponderada de RGB (components linears) i que s'utilitza en l'estudi científic del color, no en sistemes de senyals de vídeo. Quant a la notació, si la lluminància es representa amb la lletra Y, la luma es representa amb Y’.
Els enginyers de vídeo dels anys 50 van veure que la Y’ era molt diferent de la luminància CIE, i la van descriure com la "quantitat representativa de la luminància", i és quan van afegir la prima(‘) a la Y. Però aquests termes van perdre consistència al llarg dels anys. Molts enginyers utilitzen la paraula luminància i el símbol Y, per referir-se a la suma no linear de RGB, tot i que és incorrecte.
SMPTE (Society of Motion Picture and Television Engineers) va acceptar la proposta d'utilitzar la paraula luma referir-se a la quantització no lineal del vídeo (Y’). Però com no és una publicació oficial, la Unió Internacional de Telecomunicacions com el mateix SMPTE, segueixen utilitzant la notació incorrecte.
La fórmula per calcular la luminància (Y) fa servir coeficients basats en les funcions del color matching CIE.
L'equació que ens dona el resultat de la luma (Y’) és igual que la de luminància, però canviant els components R,G i B pels mateixos components amb correcció gamma:
- Y = 0.2126 R + 0.7152 G + 0.0722 B
- Y' = 0.2126 R' + 0.7152 G' + 0.0722 B'

## Recomanacions
La fórmula anterior de Y' no és única, sinó que ens podem trobar amb proporcions diferents, segons l'aplicació.
L'objectiu d'aquests canvis en els coeficients de la luma és el de trobar els teòrics coeficients correctes que reflecteixin millor els cromatismes dels colors primaris. Això no obstant, hi ha una certa controvèrsia en aquesta decisió. La diferència en els coeficients de la luma fa que els components del senyal hagin de ser convertits entre la Rec.601 i la Rec.709 per proveir els colors adequats. Però en l'equipament domèstic la matriu que requereix aquesta conversió resulta massa costosa.
Els coeficients de la Rec. 709 no tenen per què reflectir millor els cromatismes. Degut a la diferència entre la luminància i la luma, aquesta no representa exactament la primera. Això fa que els errors a la croma afectin a la luminància de la imatge.
A més, una mala configuració dels paràmetres de la luma, poden causar parpelleig (flicker) en la imatge de televisió.
Recomanació ITU-R BT.601ITU-R BT.601 és la primera norma sobre televisió digital, que s'encarrega del mostreig del senyal. Només s'aplica a estudis, sense cap mena de compressió. La norma recomana que es faci servir com a base pels estàndards de codificació digital, en els estudis de televisió de països amb sistemes de 525 i 625 línies. Per a formats digitals que segueixen l'estàndard CCIR601, la luma es calcula amb la fórmula Y’=0,299R’+0’,587G’+0,114B’.

### Recomanació ITU-R BT.709
La televisió d'alta definició (HDTV), d'acord amb la Rec. 709, forma la luma a partir dels coeficients RGB: 0.2126, 0.7152, 0.0722 respectivament. Alguns experts declaren que aquest canvi de coeficients respecte a la Rec.601 no és adequat, ja que l'HDTV no és un sistema tancat i ara tenim coeficients per l'alta definició i per l'estàndard (SDTV).

### Recomanació SMPTE 240M
Aquesta recomanació és la que utilitza el format de transició 1035i de l'HDTV: Y’=0,212R’+0,701G’+0,087B’